# Люблинский повет
Люблинский повет (пол. Powiat lubelski) — повет (район) в Польше, входит как административная единица в Люблинское воеводство. Центр повета — город Люблин (в состав повета не входит). Занимает площадь 1679,42 км². Население — 151 178 человек (на 31 декабря 2015 года).

## Административное деление
- города: Белжыце, Быхава
- городско-сельские гмины: Гмина Белжыце, Гмина Быхава
- сельские гмины: Гмина Божехув, Гмина Гарбув, Гмина Глуск, Гмина Яблонна, Гмина Ясткув, Гмина Конопница, Гмина Кшчонув, Гмина Неджвица-Дужа, Гмина Немце, Гмина Стшижевице, Гмина Войцехув, Гмина Вулька, Гмина Высоке, Гмина Закшев

## Демография
Население повета дано на 31 декабря 2015 года.
| Перепись            | Всего   | Мужчины | Женщины |
| ------------------- | ------- | ------- | ------- |
| Всего               | 151 178 | 73 993  | 77 185  |
| Городское население | 11 711  | 5621    | 6090    |
| Сельское население  | 139 467 | 68 372  | 71 095  |